# Бушко, Олег Михайлович
Олег Михайлович Бушко (Бушко-Жук) (17. 05. 1924, Краснодар — 14.10.2009, Калуга) — российский поэт.

## Биография
Отец — Михаил Иосифович Бушко-Жук, военный деятель (с 1935 в ИТЛ, умер в 1942).
Участник Великой Отечественной войны. Награждён орденом Отечественной войны 2-й степени, медалями «За боевые заслуги», «За победу над Германией».
Окончил Литературный институт имени А. М. Горького (1953).
Работал в смоленской газете «Рабочий путь» (1953—1968).
В 1968 году переехал в Калугу.
Член СП СССР (1983).

## Автор книг
- Суть [Текст] : стихи / Олег Бушко; [Худож. Е. В. Гаврилин]. — Тула : Приок. кн. издательство, 1985. — 104 с. : ил. ; 17 см.
- Насущный хлеб [Текст] : стихи / О. М. Бушко. — Москва : Моск. рабочий, 1965. — 711с.; 1 л. портр. ; 14 см.
- Бушко О. М. Школьный словарь литературоведческих терминов, 2-е издание. М. Материк-Альфа 2005, — 128 с.
- Эстетика для школьников / О. М. Бушко. — М. : Материк-Альфа, 2006. — 127 с. ; 20 см.
- Тяжелый огонь: Кн. стихов — Тула: Приок. кн. ивд-во, 1982. — 65 с.
- Про книжки-малышки [Стихи] : [Для детей] Смоленск Кн. изд-во 1958. 19 с. ил. 22 см
- Распахнут светлый мир лирика : [стихи]. Калуга Гриф 2012. 143 с. ил. 17 см
- Любовь сильнее смерти : Роман. Калуга Золотая аллея 1999 / 189, [2] с. 17 см

Награждён золотой медалью ВВЦ за книгу «Школьный словарь литературоведческих терминов» (2005).